# IHI Corporation F7
L’IHI Corporation F7 est un petit turbofan développé spécifiquement pour l'avion de patrouille maritime Kawasaki P-1. Il a été conçu et produit par le constructeur japonais IHI Corporation.

## Conception et développement
IHI Corporation commença les travaux sur le turbofan à fort taux de dilution en 1998, basé sur le moteur à faible taux de dilution IHI Corporation XF5, et le premier prototype, désigné XF7-1, fut testé de 2000 à 2002. Les essais en vol du XF7-10 débutèrent en 2002.
Les tests préliminaires en vol du XF7-10 démarrèrent au printemps 2002, et furent achevés en août 2007, avant le premier vol du XP-1. Ces tests étaient basés sur la spécification militaire MIL-E-5007D et le standard original à propos du système FADEC.

## Caractéristiques
La poussée maximale au décollage est de 60 kN, avec un taux de dilution de 8,2 pour 1 et une consommation spécifique de carburant de 0,34 kg/h/daN. Les émissions à l'échappement sont en-dessous des normes fixées par l'organisation de l'aviation civile internationale (OACI), avec les résultats suivants : 54 % d'oxyde d'azote (NOx), 33 % de monoxyde de carbone (CO), 0,5 % d'hydrocarbures imbrûlés, et 74 % de fumée, 100 % étant la valeur souhaitée par le standard.
Des alliages résistants à base de titane, de nickel et d'aluminium furent sélectionnés pour apporter une haute résistance aux impacts d'oiseaux et à la corrosion dans les environnements salés (milieu marin) et un panneau absorbant les sons fut également installé. Les niveaux de bruits sont entre 5 et 10 dB plus faibles que ceux des moteurs T56 du Lockheed P-3 Orion : Les mesures indiquent 76 dB au ralenti et 70,6 dB au décollage.
Le F7-10 du P-1 dispose d'inverseurs de poussée dotés de systèmes d'ouverture conçus par GE Aviation.

## Versions
- XF-7-10 : Désignation des prototypes ;
- F7-10 : Version de production du moteur, qui équipe l'avion de patrouille maritime P-1 ;
- F7-GT : Déclinaison en turbomoteur du F7-10[6].

## Applications
- Kawasaki P-1